# Burg Oggelshausen
Die Burg Oggelshausen ist eine abgegangene Burg unweit der Kirche der Gemeinde Oggelshausen im Landkreis Biberach in Baden-Württemberg. Die Burg befand sich auf rund 594 Meter über Normalnull.
Der Ortsadel wurde mit den Herren von „Ogoltshusen“ zwischen 1267 und 1373 erwähnt. Ihre Burg kam 1373 in den Besitz der Herren von Ummendorf und war seit 1331 Pfand der Habsburger.
Von der nicht mehr genau lokalisierbaren Burganlage ist nichts erhalten.